# Team control
Ten artykuł opisuje zagadnienie koszykarskie zgodne z normami NBA.
Zasady w ligach FIBA, NCAA lub innych mogą różnić się od tutaj przedstawionych.
Team control (drużynowa kontrola piłki) – w koszykówce według przepisów NBA, sytuacja w której drużyna posiada kontrolę nad piłką.
Uznaje się, że drużyna kontroluje piłkę, gdy zawodnik tej drużyny:
- trzyma piłkę;
- kozłuje piłkę;
- podaje piłkę[1].

Uznaje się, że drużyna traci kontrolę nad piłką, gdy:
- drużyna obrony odbije piłkę;
- następuje próba rzutu z gry[1].